# Nicky Ward
Pour les articles homonymes, voir Ward.
Nicky Ward (né à Wrexham le 30 novembre 1977) est un footballeur gallois évoluant au poste de milieu de terrain. Il est cinq fois champion du pays de Galles, avec deux équipes différentes.
Le 3 août 2011, il quitte Bangor City, avec lequel il remporte le titre de champion 2011. Des sources évoquent alors un désaccord entre le joueur et son club. Dans la foulée, il signe avec le club concurrent des New Saints, pour lequel il avait joué quelques saisons plus tôt.

## Palmarès
TNS / The New Saints
- Championnat
  - Vainqueur : 2000, 2005, 2006, 2007 et 2012.
- Coupe du pays de Galles
  - Vainqueur : 2005 et 2012.
- Coupe de la Ligue
  - Vainqueur : 2006

Bangor City
- Championnat
  - Vainqueur : 2011.